# Anna e Marco
«Anna e Marco» es una canción de Lucio Dalla escrita en 1978 y publicada en el álbum Lucio Dalla. Los arreglos estuvieron a cargo de Gian Piero Reverberi.

## Historia y significado
La pieza musical debía ser publicada con el título Sera, pero según el productor discográfico Alessandro Colombini, el texto fue modificado en una noche por él y el autor en el estudio de grabación y, poco antes de grabar el álbum surgió «Anna e Marco».
Los protagonistas de la canción son dos jóvenes, Anna y Marco, que se encuentran en una discoteca (in un locale che è uno schifo). Ambos tienen una visión pesimista del futuro (Anna avrebbe voluto morire, Marco voleva andarsene lontano), sin embargo un final feliz es posible (Qualcuno li ha visti tornare, Tenendosi per mano).

## Qualcuno li ha visti tornare
La Fondazione Lucio Dalla, con motivo de la exposición biográfica dedicada al artista, impulsó una iniciativa formativa dirigida a centros de secundaria titulada «Qualcuno li ha visti tornare. La poetica di Lucio Dalla e i nuovi Anna e Marco».